# 小知識之泉
《小知識之泉〜精彩的無用知識〜》（日语：トリビアの泉 ～素晴らしきムダ知識～），通稱《小知識之泉》，是日本富士電視台的一個綜藝節目。該節目在2002年10月8日至2006年9月27日播出通常版。2006年10月之後至2012年1月1日，該節目不定期播出特別版。該節目的內容是介紹世界各種雜學，主持人是塔摩利（「小知識品評會會長」）、高橋克實和八島智人。

## 概要
該節目的內容是向觀眾介紹「雖然在日常生活中毫無用處，但就是想告訴別人的雜學知識」。雜學知識均通過公開募集的方式從觀眾徵集。高橋克實和八島智人在節目中介紹雜學知識，由品評會會長塔摩利等各位品評會會員評論並打出分數（以驚嘆聲「He（へぇ）」的數量作為分數）。節目名的「Trivia（トリビア）」在日語中有「雜學」之意，亦取自於特雷維噴泉:327。
該節目在第41屆亞太廣播聯盟（ABU）總會上獲得ABU獎:327。

## 歷史
《小知識之泉》在2002年10月8日凌晨播出第一期。此後至2003年3月17日，該節目在每週二凌晨（週一深夜）的1:40至2:10播出。節目第一期取得平均20.5%、最高27%的超高收視率。該節目的深夜節目時期平均收視率是4.8%:327。因獲得高收視率，《小知識之泉》在播出九個月之後從深夜節目升格為黃金時間節目，自2003年7月2日開始改在每週三21:00至21:54播出，同時塔摩利亦加入節目主持陣容。升格至黃金時段之後，該節目仍繼續保持高收視率，在2003年8月20日創出27.7%的收視率記錄。而節目用來計算得分的感嘆詞在2003年被選入新語、流行語大賞前十位，可說是現象級節目。
2006年9月27日，《小知識之泉》播出了其常規播出期間的最後一期。這期節目是時長達2小時18分的特別版。此後《小知識之泉》不定期播出長時間特別節目，並在2010年2月27日的特別節目中和《ONE PIECE》合作，播出特別版片頭。該節目在2012年1月1日播出10週年特別版之後未有再播出任何節目。但據日本網站goo在2020年的的調查，《小知識之泉》被選為「最希望復活的平成綜藝節目」第二位，顯示仍維持有很高人氣。

## 節目單元

### 小知識之泉（トリビアの泉）
該節目的最主要板塊，由高橋克實、八島智人介紹自觀眾募集獲得的小知識，並邀請相關專家進行解說，或由節目人員實際再現小知識的成因或歷史。塔摩利等品評會成員在聽過小知識標題和看完介紹VTR之後有兩次對小知識打分的機會。若該小知識獲得80分以上，則投稿的觀眾可獲得塔摩利選擇的獎品（大多與介紹知識本身有關）。每位品評會成員可最高打20分，滿分100分（因共有5位成員）。從未有任何小知識獲得過滿分，但有兩個小知識獲得99分（均為深夜播出時期）。升格為黃金時段後獲得過最高分的小知識是「古代奧運會的參加者均為全裸出場」，獲得98分。

### 小知識之種（トリビアの種）
該單元從觀眾徵集「經調查後很可能成為小知識的日常疑問」，並由節目組實際調查或實驗。塔摩利在觀賞調查VTR之後對新的小知識進行打分，最高為10分。這一單元實際調查的第一個小知識是「多少個水火箭能足以讓人起飛」。

### 假知識之沼（ガセビアの沼）
該單元介紹觀眾投稿的小知識中的虛假、不實小知識。和真正的小知識同樣，這一單元亦邀請專家對投稿內容進行解釋，單元最後有女演員說出「你在說謊（うそつき）」的VTR片段。

## 書籍及相關商品
講談社自2003年開始出版《小知識之泉》系列書籍，收錄該節目介紹的小知識。該叢書共有19本。講談社還出版有專門收錄獲得80分以上小知識的書籍。
玩具廠商萬代在2003年生產銷售「He按鈕（へぇボタン）」，和《小知識之泉》品評會會員打分時實際使用的按鈕相同。